# Rune Velta
Rune Velta (* 19. Juli 1989 in Bærum) ist ein ehemaliger norwegischer Skispringer, der bei der Nordischen Ski-WM 2015 in Falun die Goldmedaille im Springen von der Normalschanze gewann.

## Werdegang
Der für den Skiclub Lommedalen IL startende Velta begann seine internationale Karriere 2007 im FIS-Cup. Nach guten Ergebnissen startete er im September 2008 erstmals im Skisprung-Continental-Cup. Da er im März 2010 hierbei in Oslo erstmals auf vordere Platzierungen springen konnte, wurde er für den Skisprung-Weltcup nominiert. Er nahm am 14. März 2010 erstmals an einem Weltcupspringen teil, errang dabei jedoch noch keine Punkte. Im Sommer wurde er erstmals im Grand-Prix eingesetzt. Nachdem er sich in Hinterzarten und Courchevel nicht qualifizieren konnte, schaffte er in Liberec die Qualifikation und verpasste anschließend als 32. den zweiten Durchgang nur knapp. Wenige Tage später konnte er sich in Klingenthal erneut qualifizieren und belegte am nächsten Tag überraschend den 7. Platz. Zu Beginn des Winters wurde er im norwegischen Lillehammer in der Nationalen Gruppe ins norwegische Team berufen. Bei den beiden Springen belegte er überraschend den 17. und 10. Platz. Nachdem er bei der Vierschanzentournee 2010/11 in Oberstdorf disqualifiziert worden war und in den anderen drei Springen die Qualifikation verpasst hatte, wurde er zurück in den Continental-Cup-Kader versetzt. Bei Skifliegen in Vikersund gehörte er wieder zum Weltcup-Kader und erreichte in beiden Wettbewerben den 16. Platz. Die Saison beendete er im Continental Cup auf dem 66. Platz der Gesamtwertung. Bei den norwegischen Meisterschaften im März 2011 belegte er im Einzel den zweiten Platz hinter Anders Bardal und konnte mit dem Team von Akershus wie schon im Vorjahr den Mannschaftswettbewerb für sich entscheiden.
Beim Auftaktspringen der 60. Vierschanzentournee in Oberstdorf am 30. Dezember 2011 erreichte er als drittbester Norweger Platz 18. Diesen Platz konnte er beim zweiten Springen in Garmisch-Partenkirchen noch verbessern, indem er als zweitbester Norweger auf Platz 11 landete. Diesen Platz belegte er auch in der Gesamtwertung. Am 15. Januar 2012 erreichte er beim Skifliegen in Bad Mitterndorf mit dem achten Platz sein bisher bestes Weltcupergebnis. Am 11. Februar 2012 gewann er mit der norwegischen Mannschaft das Auftaktspringen der FIS-Team-Tour auf der Mühlenkopfschanze in Willingen und konnte damit seinen ersten Weltcupsieg erringen.
Am 25. Februar 2012 gelang ihm sein bis dahin größter Erfolg, als er in Vikersund Vizeweltmeister im Skifliegen wurde.
In der Saison 2012/13 gelang ihm am 9. Januar 2013 in Wisła mit einem dritten Platz sein erster Podestplatz in einem Einzel-Weltcupspringen. Veltas bestes Einzelergebnis im Weltcup datiert aus demselben Jahr: Zum Saisonabschluss belegte er beim Skifliegen in Planica den zweiten Platz. Am 1. Februar 2015 konnte er beim Springen von der Mühlenkopfschanze im hessischen Willingen erneut Platz zwei bei einem Einzelspringen belegen.
Bei den Nordischen Skiweltmeisterschaften 2015 in Falun wurde er von der Normalschanze im Einzel und von der Großschanze im Team Weltmeister. Zugleich gewann er als zweiter Skispringer nach Thomas Morgenstern bei einer WM vier Medaillen.
Am 1. August 2016 gab Rune Velta seinen Rücktritt bekannt. Im Mai 2023 wurde er als Nachfolger von Ronny Hornschuh als Nationaltrainer der Schweizer Herren angekündigt und hatte diese Position bis Ende April 2025 inne.

## Erfolge

### Weltcupsiege im Team
| Nr. | Datum            | Ort       | Typ         |
| --- | ---------------- | --------- | ----------- |
| 1.  | 11. Februar 2012 | Willingen | Großschanze |

## Statistik

### Weltcup-Platzierungen
| Saison  | Platz | Punkte |
| ------- | ----- | ------ |
| 2010/11 | 36.   | 106    |
| 2011/12 | 17.   | 311    |
| 2012/13 | 23.   | 337    |
| 2013/14 | 30.   | 201    |
| 2014/15 | 08.   | 848    |

### Grand-Prix-Platzierungen
| Saison | Platz | Punkte |
| ------ | ----- | ------ |
| 2010   | 39.   | 036    |
| 2011   | 29.   | 082    |
| 2012   | 51.   | 027    |
| 2013   | 31.   | 100    |
| 2014   | 22.   | 100    |
| 2015   | 38.   | 064    |